# 夜刀の神つかい
『夜刀の神つかい』（やとのかみつかい）は『コミックバーズ』で連載されていた奥瀬サキ原作、志水アキ作画による漫画作品。
夜刀の神とよばれる吸血鬼と、彼らに恋人を奪われた男・日向夕介をはじめとする人間および“夜刀の神を括る”夜刀の神つかいとの戦いを描く。重層的に時系列が前後するなどよく練られたシナリオ、躍動的なアクション描写が魅力。本作品は「第一章・汚れた牙」「第二章・ヒカゲの時代」「第三章・飢え残夜」「第四章・夜刀の神つかい」「最終章・太陽の理」の全五章から成る。

## あらすじ
第一章・汚れた牙
闇の中、200年の眠りから覚めた“夜刀の神”砌は美しい少女・菊璃を花嫁に迎え入れようとしていた。それを阻止しようと対峙する男・日向夕介。しかし圧倒的な力の下夕介は右手を失い、砌に血を吸われる菊璃は恍惚とした表情を浮かべるのだった。----そして二年後、病院に収容されていた夕介は“夜刀の神つかい”と名乗る女・前園日出子と共に、砌の統べるマゴーラカ神教に対抗する警視庁公安部の対策本部へと赴く。しかし彼らの前に峅杷、蟆霧ら夜刀の神が現れ奇襲を仕掛ける。
第二章・ヒカゲの時代
二年前、砌復活までの一週間の物語。大陸系マフィア五迎幇の冷面殺手として仕事をこなす夕介とヒカゲは、新興宗教団体マゴーラカ神教の内部抗争に巻き込まれる。一方、警視庁公安部の八重樫もまたマゴーラカ神教を探っていた。教団を操る組織“K”の幹部である一磨暗殺に失敗し捕らわれたヒイラギを追い、夕介らは一磨と対峙、そして菊璃と出会う。夕介は菊璃と恋に落ち心を通わせるが、その間姉を探すヒカゲは組織の連絡係が全滅しているのを発見する。驚愕するヒカゲの前に変わり果てた姉ヒイラギが現れる。
そして夕介、八重樫、浜村の元に戻ったヒカゲはすでに姉の仇・峅杷の僕となっていた。その後奪われた菊璃を取り戻すため、夕介と八重樫は葉月、峅杷の棲む屋敷へと向かう。
第三章・飢え残夜
前園、岸らと夜刀の神を狩り続ける夕介は、警視庁法科学四部の浅野博士によるセミナーで驚くべき記録ビデオを観せられる。それは夜刀の神となりSSAT隊員を惨殺する菊璃の姿だった。そして夜刀の神の本質について語る浅野博士に問いかける謎の女。女は突如SPらを攻撃し場は騒然とする。夕介、久米、結城は女と対峙するが、女は高い戦闘能力で彼らを圧倒した後自ら塵となり消える。
その後、夜刀の神である少女を匿っていたことを知られ警察に追われる身となった夕介、そして前園。少女のいるアパートにSSATが突入するがそこへ蟆霧とその僕も現れる。
第四章・夜刀の神つかい
夕介を追う岸、久米、そしてハセ。岸はとあるホテルにて菊璃の僕である瀕死の男に、菊璃を追い求める夕介の姿を聞く。そこに相棒カジの仇討ちのため夕介を探すハセが現れた。また、久米は夕介を匿っていた山寺に単独で訪れるが、そこで峅杷と出会い対峙することとなる。戦いの中で、久米は自らの過去を邂逅する。
一方、殉職という名目を取り浅野博士に拉致監禁された前園。浅野博士に疑念を抱く結城は前園救出のため博士の元へと赴く。そこで結城は博士の驚くべき正体を明かされるのだった。
犠牲を払いながらも、菊璃のいる廃教会へ彼らは集結していく。そして、とうとう夕介は菊璃との再会を果たす。
最終章・太陽の理
砌が総理大臣官邸に現れ、総理大臣を含めその場にいた人間を悉く殺害。菊璃の願いに応じて再度砌と対峙した夕介は、右腕を切断され敗れ去ってしまう。一方、岸と水島は"龍穴"捜索のため四国の神社へと赴き、峅杷の襲撃を受けるが、山寺に篭って迷いを払拭し、再び剣を取った久米が助けに入ったことで難を逃れる。"夜刀の神"峅杷と"夜刀の神つかい"久米の戦闘は激化の一途を辿り、やがて久米が剣以外での決着を提案すると、峅杷もそれを承諾。一旦の休息を取る間、峅杷は自らの出自と、夜刀の神と人間が争うことになった経緯を語る。"龍穴"に眠っていた小林猶之介は、岸・水島を利用しながら砌を追い始める。

## 用語
夜刀の神

夜刀の神つかい

マゴーラカ神教

## 登場人物

### 主要登場人物
日向夕介（ひむかい ゆうすけ）
主人公。恋人の菊璃を砌に奪われ、自身も右手を失う。二年後、菊璃を追いつつ警視庁公安部マゴーラカ対策課と共に夜刀の神との戦いを続けるが、その後警察に追われる身となる。
身寄りはなく、養護施設で育った後ヒカゲと共に大陸系マフィアの冷面殺手として生きていた。
藤原菊璃（ふじわら きくり）
夕介と愛し合っていたが砌の花嫁として夜刀の神とされる。その高い戦闘力は警察をも翻弄する程のものである。かつて夜刀の神に家族を殺され、心神喪失状態の中マゴーラカ神教の巫女に祭り上げられていたが、夕介と出会い正気を取り戻していた。
小林猶之介（こばやし なおのすけ）
200年程前、死闘の末に砌を倒した男。夕介は彼に似ていると指摘された。

### 夜刀の神
砌（みぎり）
夜刀の神のトップともいうべき人物。200年前猶之介に敗れた後、干し首の状態で生き続け復活した。現在、マゴーラカ神教の教祖として勢力を拡大していくが、実質的な統率力は持たずその真意は不明。夕介に「神のオウム」と揶揄される。
峅杷（くらは）
砌の忠実な部下。忍の血を引く巨躯の男であり高い身体能力と巧みな技を持つ。夕介・ヒカゲとの戦いで致命傷を負ったかと思われたが生き延び、現在も砌に付き従う。
葉月（はづき）
禹漏蟆姫の僕。血の郷愁に囚われることを良しとせず一磨に苦言を呈していた。人間であった時代、禹漏蟆姫とは愛人関係にあったようだ。復活する砌に肉体を提供するため自ら首を刎ねる。
一磨（かずま）
峅杷の僕。かつてマゴーラカ神教を裏で操っていたが、夕介・菊璃らに倒される。非常に高い野心を持っており葉月や九住と対立していた。
ヒカゲ/蟆霧（マキリ）
かつて夕介の親友であり相棒でもあったが、力を欲し峅杷の僕となる。夕介に対し恋愛感情を抱いていた。現在は蟆霧と名乗り、執拗に夕介を攻撃する。
猿雄
蟆霧の僕。その野生的な風貌に似合わず寡黙で忠誠心が強い。
ハセ
蟆霧の僕。長身の伊達男。カジの死をきっかけに夕介を追う。
カジ
蟆霧の僕。チンピラ風の若い男。
禹漏蟆姫（うろまひめ）
一磨の館の地下でミイラ状のまま生き永らえていたが、葉月の死後復活。美しい女の姿であり砌にその現身を貸すこともある。
ヒイラギ
ヒカゲの姉。施設にヒカゲを迎えに来た。九住の依頼で一磨暗殺を請け負ったが失敗、捕らえられた後葉月の僕となり、陽光の下塵と消える。
柚
夕介・ヒカゲの施設時代の友達。幼女の姿をしている。夕介と再会後は密かに匿われていたが、SSATに殺される。

### マゴーラカ神教
九住（くすみ）

浜村

珠世（たまよ）

### 警視庁公安部マゴーラカ神教対策課
結城
マゴーラカ対策課々長。忍の血を引く家に生まれ、武道に精通している。また、非常に思慮深く部下からの信頼も厚い。
前園日出子（まえぞの ひでこ）
自らを夜刀の神つかいと称す女性警部補（一度警察に追われる身となったが、その後復帰）。薙刀使い。
久米ヒデロウ
警視庁一の剣術の使い手だが、過去に重要参考人を過剰防衛で死なせたことにより未だ平巡査。飄々とした性格でゲーム好き。砌と対峙した際、腕を認められた上で“剣に鬼が住まわぬ”と指摘されるが、後に克服。
岸
夕介とコンビを組んでいた髭面の刑事。夕介が警察に追われている間も独自に相棒を追う。水島と共にハセと対峙。
娘の名前はアヤメ。
水島
岸と共に夕介を追った女性刑事。砌の目的について疑問を持つ。
佐久間
夜刀の神化し夕介と戦い、最終的に結城に心臓を貫かれる。
松井
結城と共に浅野博士の元へ向かう。

### その他警視庁または政府関係者
浅野博士

八重樫

桐谷エドワード